# SŽD-Baureihe Щ
Die Baureihe Щ (deutsche Transkription Schtsch) der Sowjetischen Eisenbahnen (SŽD) war eine Baureihe russischer Schmalspurlokomotiven zum Einsatz auf Waldbahnen. Während des Zweiten Weltkrieges gelangten mehrere Lokomotiven nach Deutschland. Ein Exemplar wurde von der Deutschen Reichsbahn übernommen und wurde später als 99 4541 bezeichnet.

## Geschichte
Einige Lokomotiven der Baureihe Щ kamen zur Căile Ferate Române in Rumänien. Dort wurden sie mit ihren ursprünglichen Nummern eingesetzt. Drei dieser Lokomotiven, 159-420, 159-331 und 159-334, waren nach Kriegsende auf dem sächsischen Schmalspurnetz abgestellt. Aufgrund des Lokmangels sollten sie wieder betriebsfähig hergerichtet werden, was nur bei der 159-420 geschah, die anderen beiden (Baujahr 1936) standen bis 1955 in Mügeln abgestellt und wurden dann verschrottet.
Die Mehrzahl der Lokomotiven verblieben nach dem Zweiten Weltkrieg in der damaligen Sowjetunion und wurden nach dem Ende des Dampfbetriebes auf Kindereisenbahnen weiter genutzt. So ist die 159-6421 in Chabarowsk als Denkmal aufgestellt (2012), auch die 159-469 ist als Denkmalslok in Ulan-Bator bekannt (2021).
Der Lebensweg der 159-459 gestaltete sich ähnlich; die 1938 in Podolsk hergestellte Lok wurde nach dem Zweiten Weltkrieg auf der Kindereisenbahn im damaligen Dnepropetrowsk eingesetzt, seit den 1990er Jahren wurde die Lokomotive auf Waldbahnen in der Westukraine verwendet. Danach stand sie knapp 20 Jahre als Denkmalslok im Lokomotivdepot im westukrainischen Czernowitz. Anfang 2023 wurde die Lokomotive von diesem Standort geborgen und konnte zum Eisenbahnfest in Hajworon fahrfähig präsentiert werden.

### 99 4052
Die 159-420 erhielt von der Deutschen Reichsbahn die Nummer 99 4052 und kam nach einer Instandsetzung im Bw Zittau, die zweieinhalb Monate dauerte, am 20. Februar 1949 nach Wilsdruff. Bis zu ihrer Zwischenuntersuchung im Raw Görlitz stand sie an insgesamt 204 Tagen im Einsatz und legte dabei 20.363 km zurück. Ab 29. Mai 1951 gehörte sie zum Bw Bad Schandau, wo die Maschine als Bremslokomotive beim Abbau der Schmalspurstrecke Goßdorf-Kohlmühle–Hohnstein in der Sächsischen Schweiz eingesetzt wurde. Am 4. August 1951 wurde sie an das Bw Thum überstellt und für Rangierarbeiten und die Überführungsfahrten zur dortigen Papierfabrik eingesetzt. Bis Mai 1952 fuhr die Lok laut Betriebsbuch an 196 Tagen und bewältigte dabei 26.913 km.
Am 8. Februar 1953 kam sie zur Ausbesserung ins Bw Eisenach, wo sie eine Druckluft-Lokbremse erhielt. Ab dem 1. April 1953 unterstand sie dem Lokbahnhof Trusetal im Bw Meiningen. Bis zum Januar 1957 wurde die Lok an 469 Tagen auf der Trusebahn eingesetzt und kam dabei auf 66.161 Kilometer, die durch das Betriebsbuch belegt sind. In der Zeit vom 21. April bis zum 25. August 1958 wurde sie im Raw Görlitz für ihren Einsatz bei der Kreisbahn Rathenow-Senzke-Nauen vorbereitet und erhielt unter anderem ihre endgültige Nummer 99 4541. Im Zusammenhang mit der Einstellung des Personenverkehrs auf dieser Strecke wurde sie am 24. Januar 1961 abgestellt. Am 19. Oktober 1961 kam die Lok zum Bw Jüterbog, wo sie bis zum 14. November 1962 an genau 100 Tagen im Dienst stand. Am 15. Februar 1963 wurde sie nach einer Untersuchung im Raw Görlitz nach Burg zu den ehemaligen Kleinbahnen des Kreises Jerichow I überstellt und dort an 20 bis 28 Tagen im Monat eingesetzt. Nach einer Zwischenuntersuchung am Bw Burg im März 1964 wurde sie nur noch selten eingesetzt, da bereits Reko-Loks ihre Arbeit übernommen hatten. So wurde sie im August 1964 zum letzten Mal eingesetzt, diente bis zum Oktober 1964 als Reservelok und wurde am 20. Oktober 1964 abgestellt. Am 5. März 1965 erfolgte die z-Stellung der Lok und am 4. November 1965 wurde sie im Raw Görlitz ausgemustert und im darauf folgenden Jahr zerlegt.

### Einsätze in Polen
In Polen sind zwei Fahrzeuge bekannt, die erhalten geblieben sind. Bekannt ist die mit der Fabriknummer 328 1938 in Podolsk hergestellte Maschine. Sie war nach dem Zweiten Weltkrieg in der Woiwodschaft Kleinpolen eingesetzt und trug die Bezeichnung Px6-1645. Der letzte Einsatzort war in den 1970er Jahren in Charsznica, wo die Lokomotive 1974 aus dem aktiven Dienst ausschied. Danach wurde die Lokomotive vom Eisenbahnmuseum Sochaczew übernommen.  Die zweite Lokomotive stammt aus dem Jahr 1936 und trug die Fabriknummer 401. Sie erhielt nach dem Zweiten Weltkrieg die Bezeichnung Px4-1614. Ihre Einsatzorte sind nicht bekannt, das erste Lichtbild der Maschine stammt aus dem Jahr 1980 aus dem Freilichtmuseum in Tarnowskie Góry.

## Technische Merkmale
Die Lokomotiven verfügten über eine Heusingersteuerung. Die dritte Achse wurde als Treibachse genutzt und hatte zur besseren Kurvengängigkeit keinen Spurkranz. Der Rahmen war ein Blechrahmen. Die Lokomotiven hatten auf dem Kessel vor dem Führerhaus ein Ramsbotton-Sicherheitsventil, davor befand sich ein runder Sandkasten, und davor Richtung Schornstein der Dampfdom. Die Kesselspeisung erfolgte mit zwei Dampfstrahlpumpen. Die Vorräte von bis zu 4,5 m³ Wasser und bis zu 2,5 t Kohlen wurden in einem zweiachsigen Tender und in seitlichen Wasserkästen mitgeführt. Der Tender besaß einen Achsstand von 1,5 m und eine Dienstmasse von 8 t. Die Lokomotive hatte bei der DR eine Luftdruckbremse der Bauart Knorr, als Zugbremse war eine Haspel für die Heberleinbremse vorhanden.